# 諏訪ノ森駅
諏訪ノ森駅（すわのもりえき）は、大阪府堺市西区浜寺諏訪森町西二丁にある、南海電気鉄道南海本線の駅。駅番号はNK14。
難波方面の旧駅舎は国の登録有形文化財に登録され、また第4回近畿の駅百選にも選定されている。(使用終了)

## 歴史
- 1907年（明治40年）12月20日：南海鉄道の湊駅 - 浜寺公園駅間に北浜寺駅として新設[1]。
- 1908年（明治41年）12月1日：諏訪ノ森駅に改称[2]。
- 1919年（大正8年）6月10日：浜寺公園側へ0.1マイル移転[3]。
- 1944年（昭和19年）6月1日：会社合併により近畿日本鉄道の駅となる。
- 1947年（昭和22年）6月1日：路線譲渡により南海電気鉄道の駅となる。
- 2012年（平成24年）4月1日 ：駅ナンバリングが導入され、使用を開始[4][5]。
- 2019年（令和元年）
  - 5月24日：難波方面駅舎の営業終了。
  - 5月25日：仮駅舎の使用開始。
- 2020年（令和2年）
  - 2月：旧駅舎が曳家により25m西に移設。
  - 9月：旧駅舎が交流スペースとして公開される。
- 2023年（令和5年）1月21日：高架化工事に伴い、難波方面を仮線に切り替え[6]。
- 2024年（令和6年）11月16日：高架化工事に伴い、和歌山市方面を仮線に切り替え[7]。
- 2028年（令和10年）3月：高架化予定。

## 駅構造
相対式2面2線のホームを持つ地平駅である。仮線切り替え前のホームは千鳥式ホームで、石津川8号踏切を挟んで反対側に延びていたのが特徴だった。
改札は1カ所のみで、駅構内に上下線のホームを連絡している。トイレは改札内に設置されている。
2025年7月現在、旧和歌山市方面の駅舎が解体工事を開始している。
2028年3月末に上下線とも高架化されると、相対式ホームとなる予定。

### のりば
| のりば | 路線   | 方向 | 行先                    |
| ------ | ------ | ---- | ----------------------- |
| 1      | 南海線 | 下り | 和歌山市・ 関西空港方面 |
| 2      | 南海線 | 上り | なんば方面              |

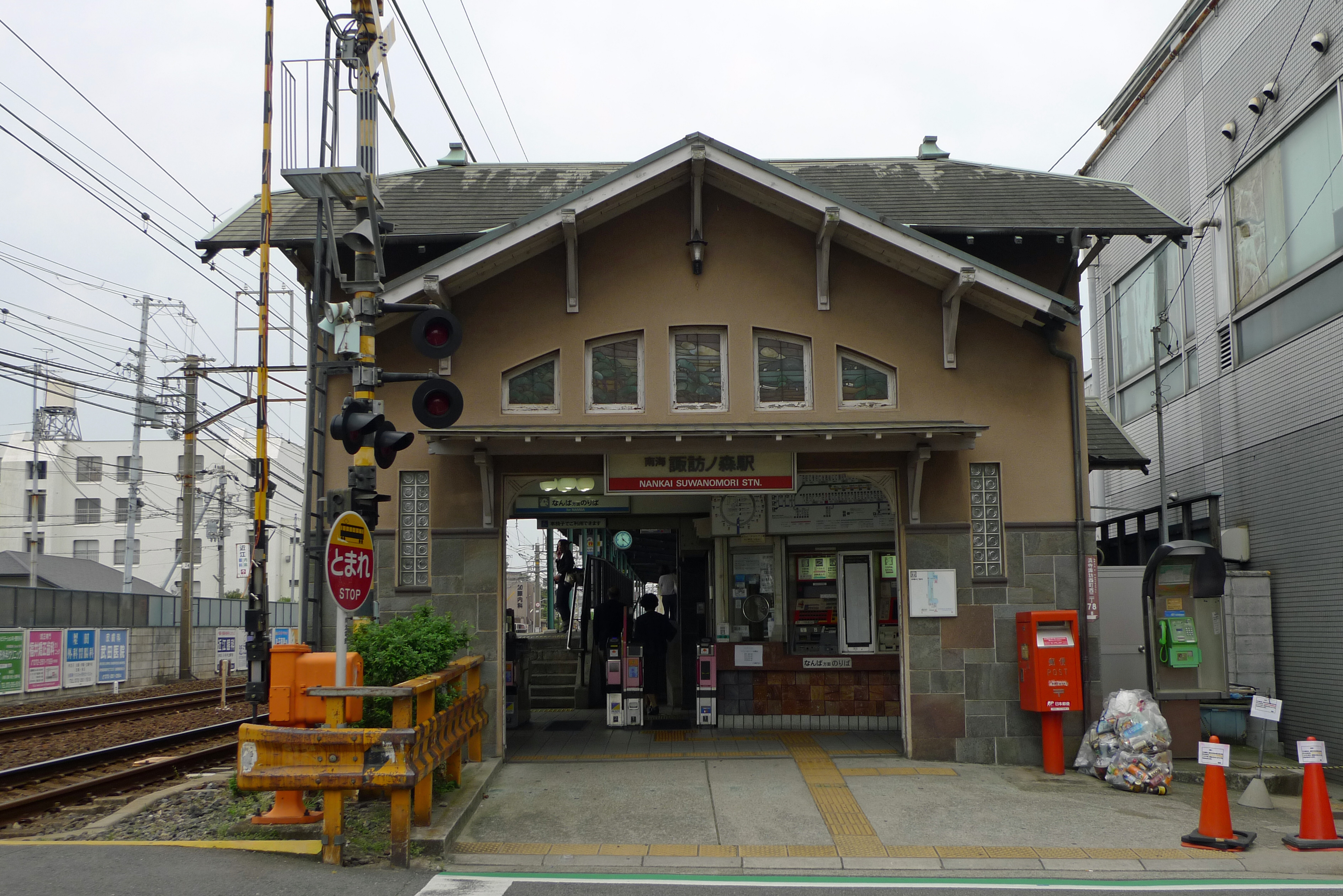
難波方面　旧駅舎（2012年2月）
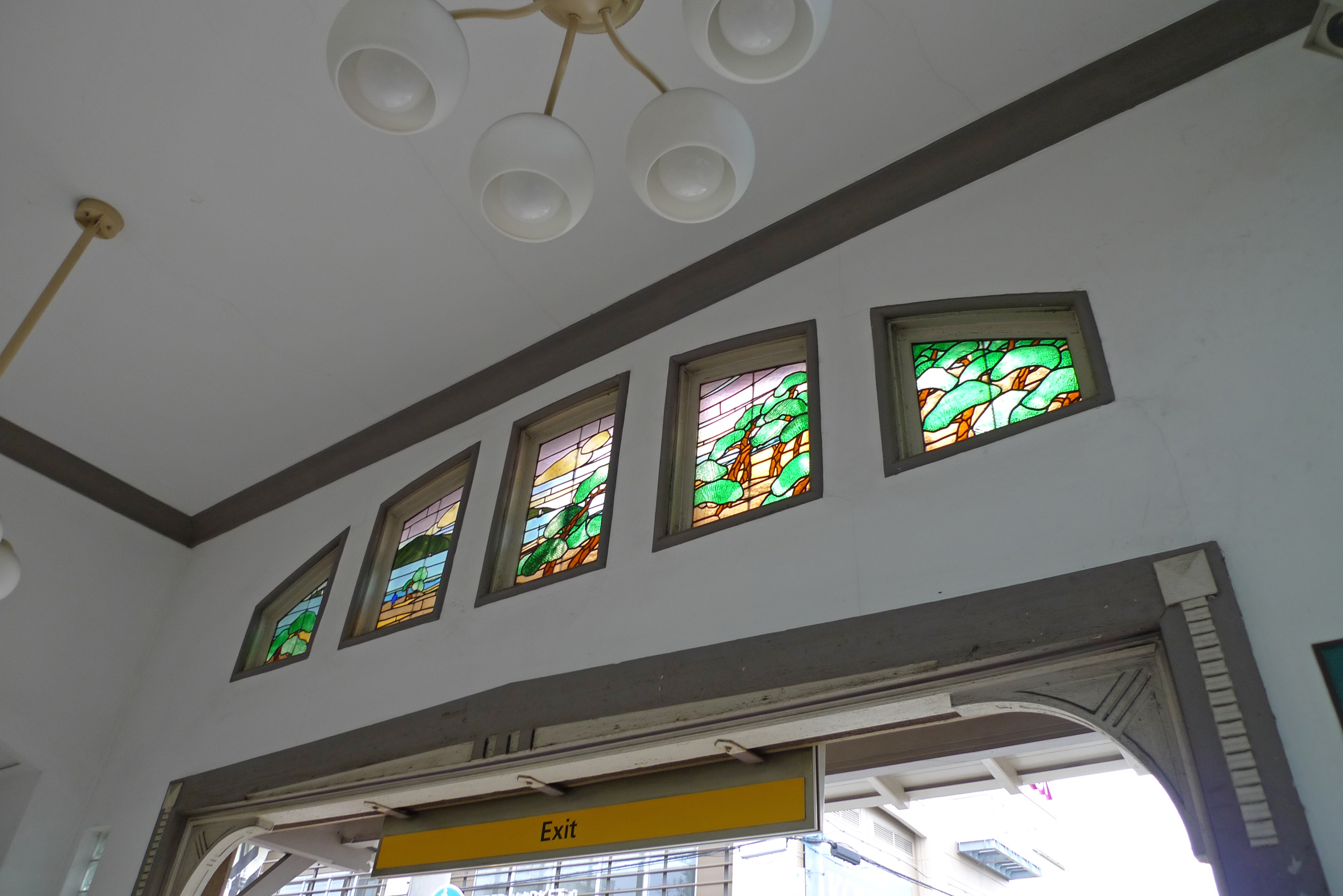
旧駅舎内部のステンドグラス（2012年3月）
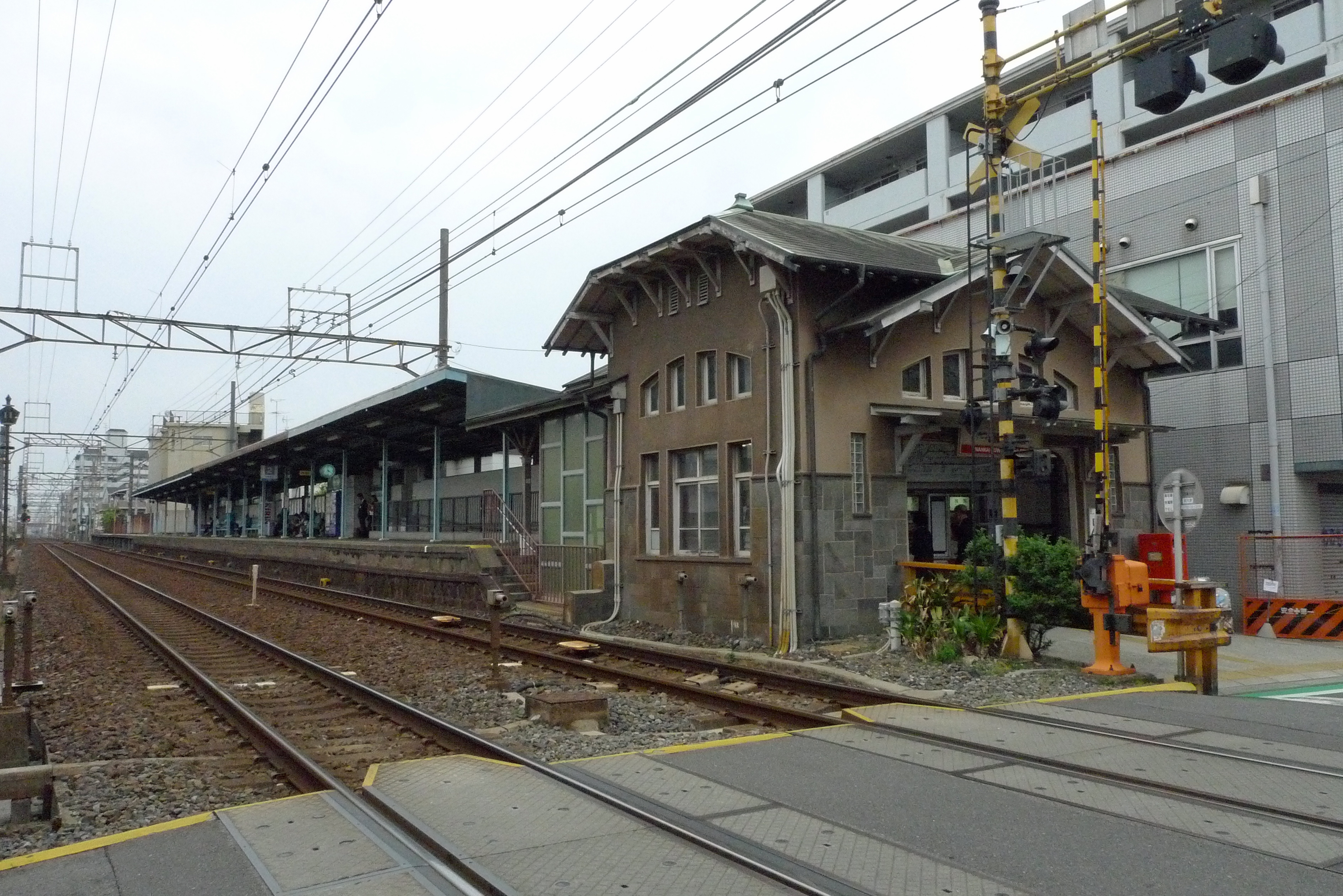
難波方面　旧駅舎全体
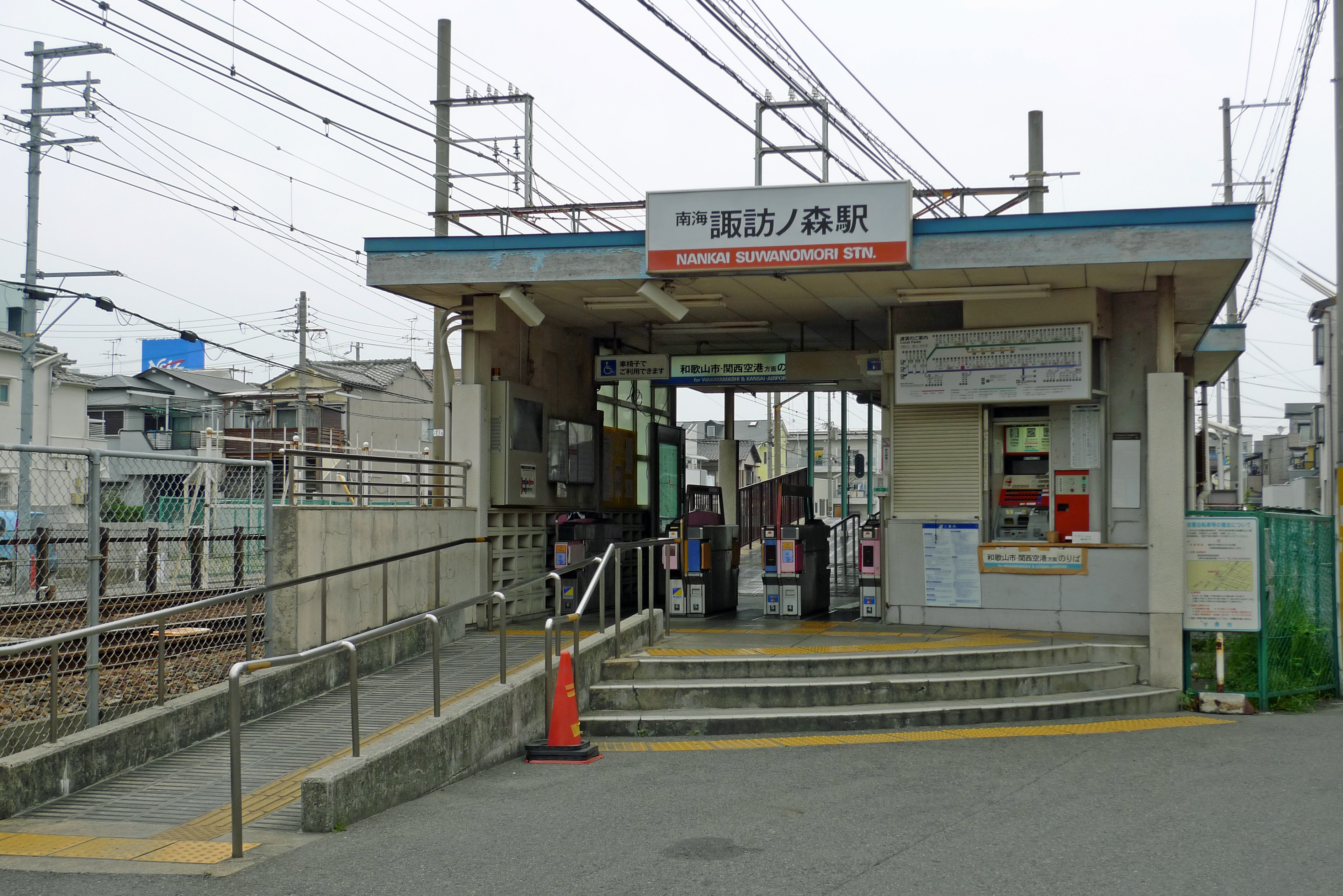
和歌山市方面　旧駅舎（2012年4月）
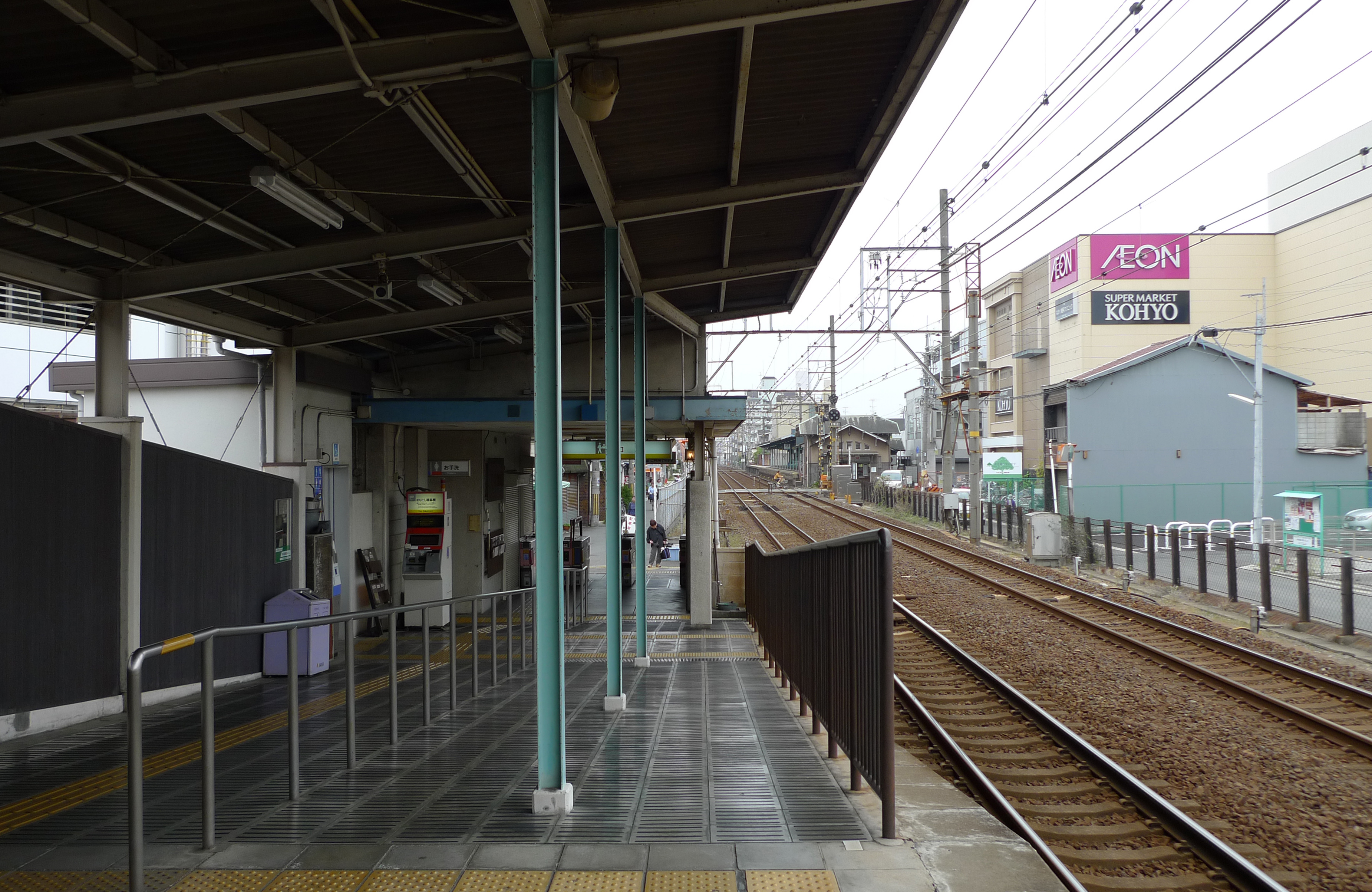
和歌山市方面　旧1番のりばから難波方面　旧駅舎を望む（2012年1月）
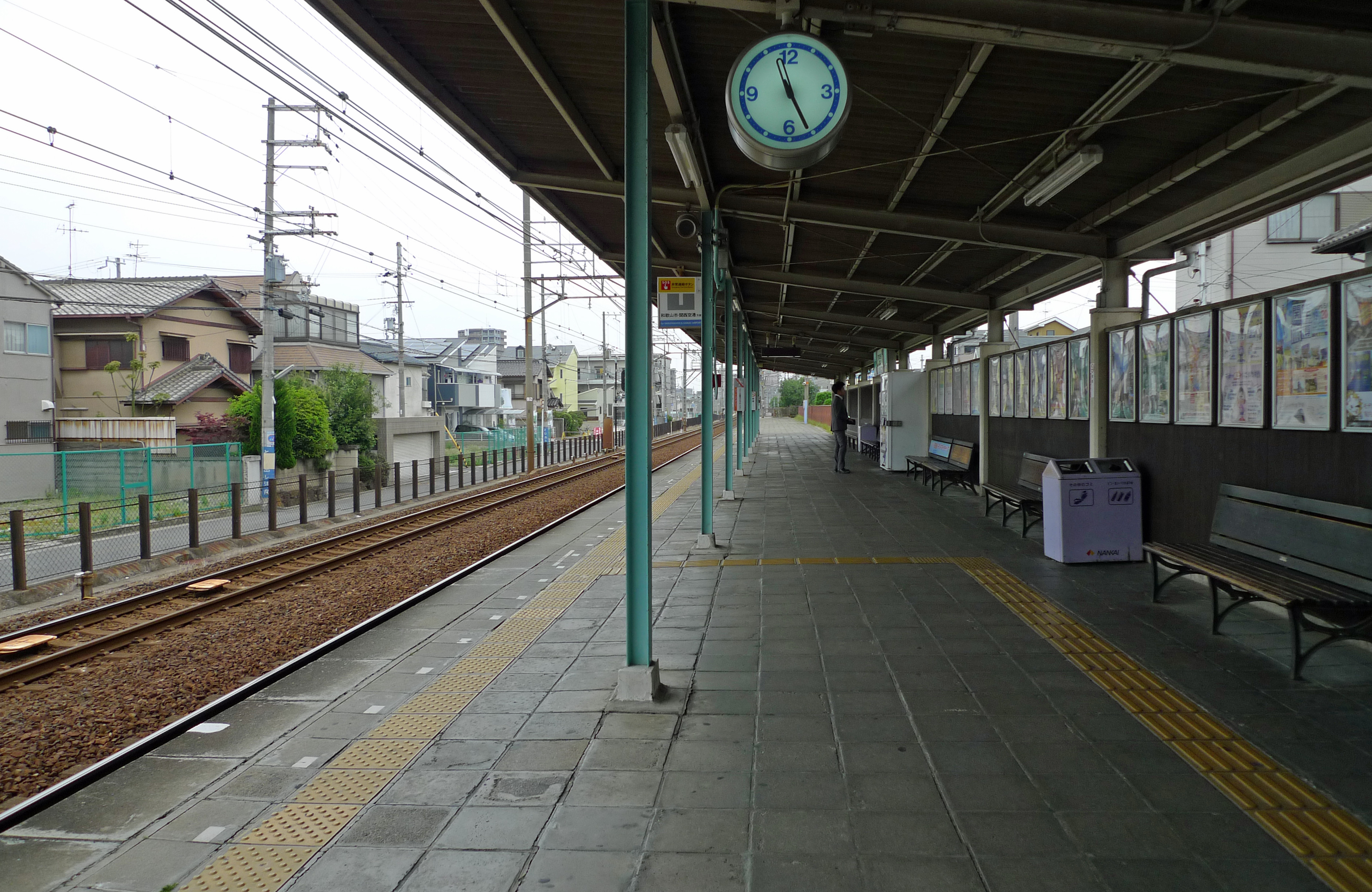
諏訪ノ森駅　和歌山市方面　旧1番のりば（2012年2月）
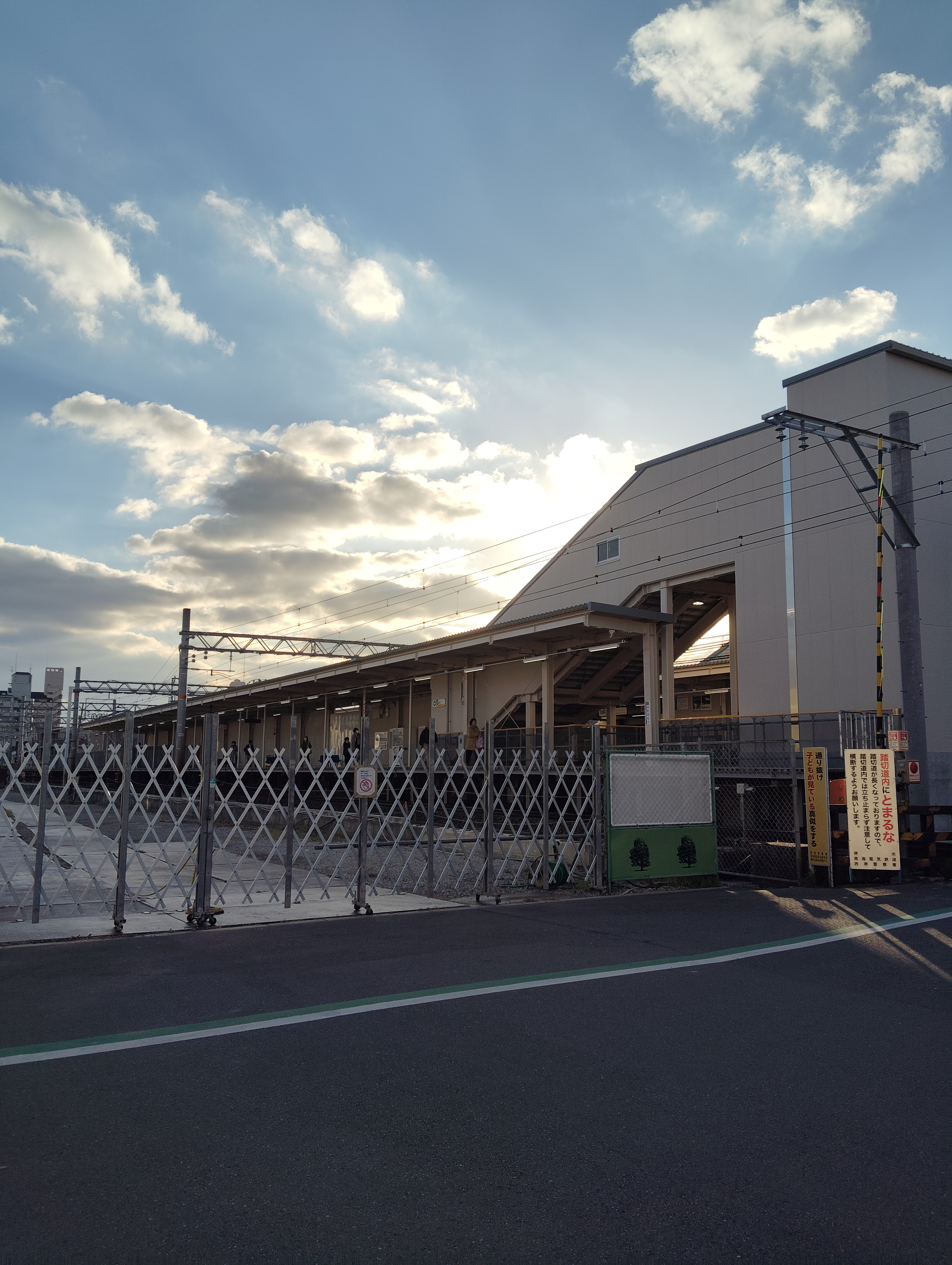
仮線切り替え後の駅全体（2024年11月）
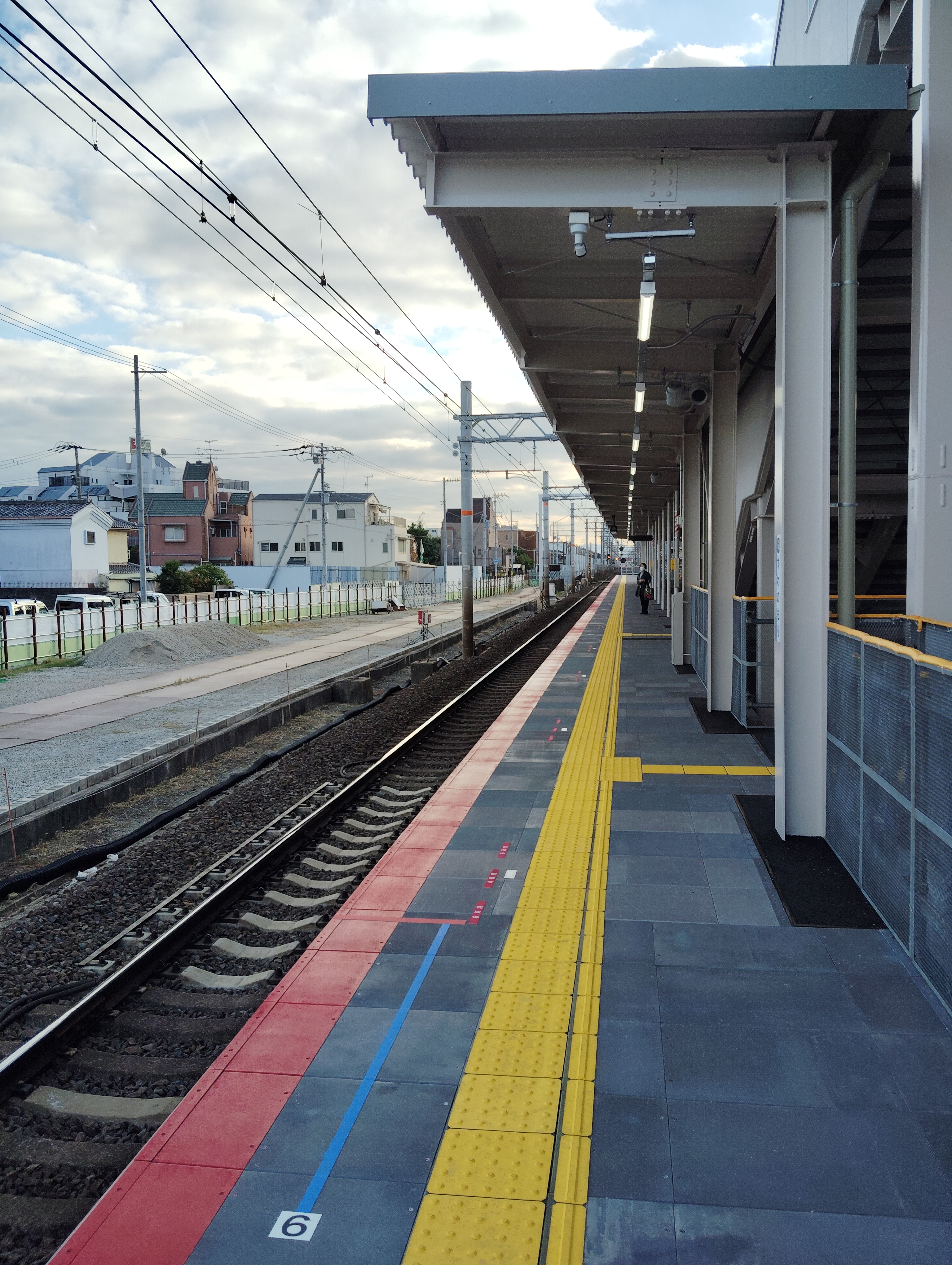
和歌山市方面 仮1番のりば（2024年11月）
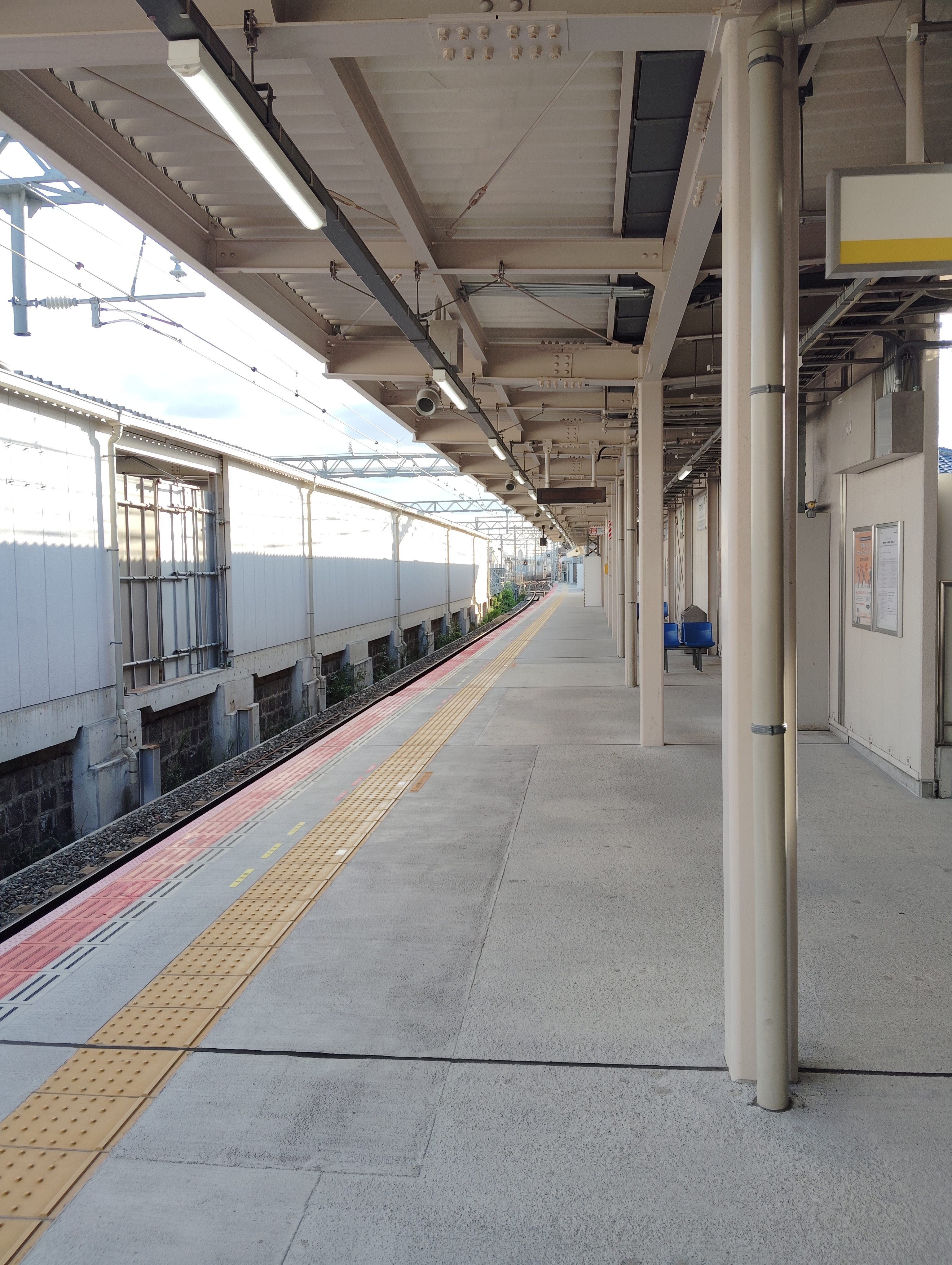
難波方面 仮2番のりば（2024年11月）
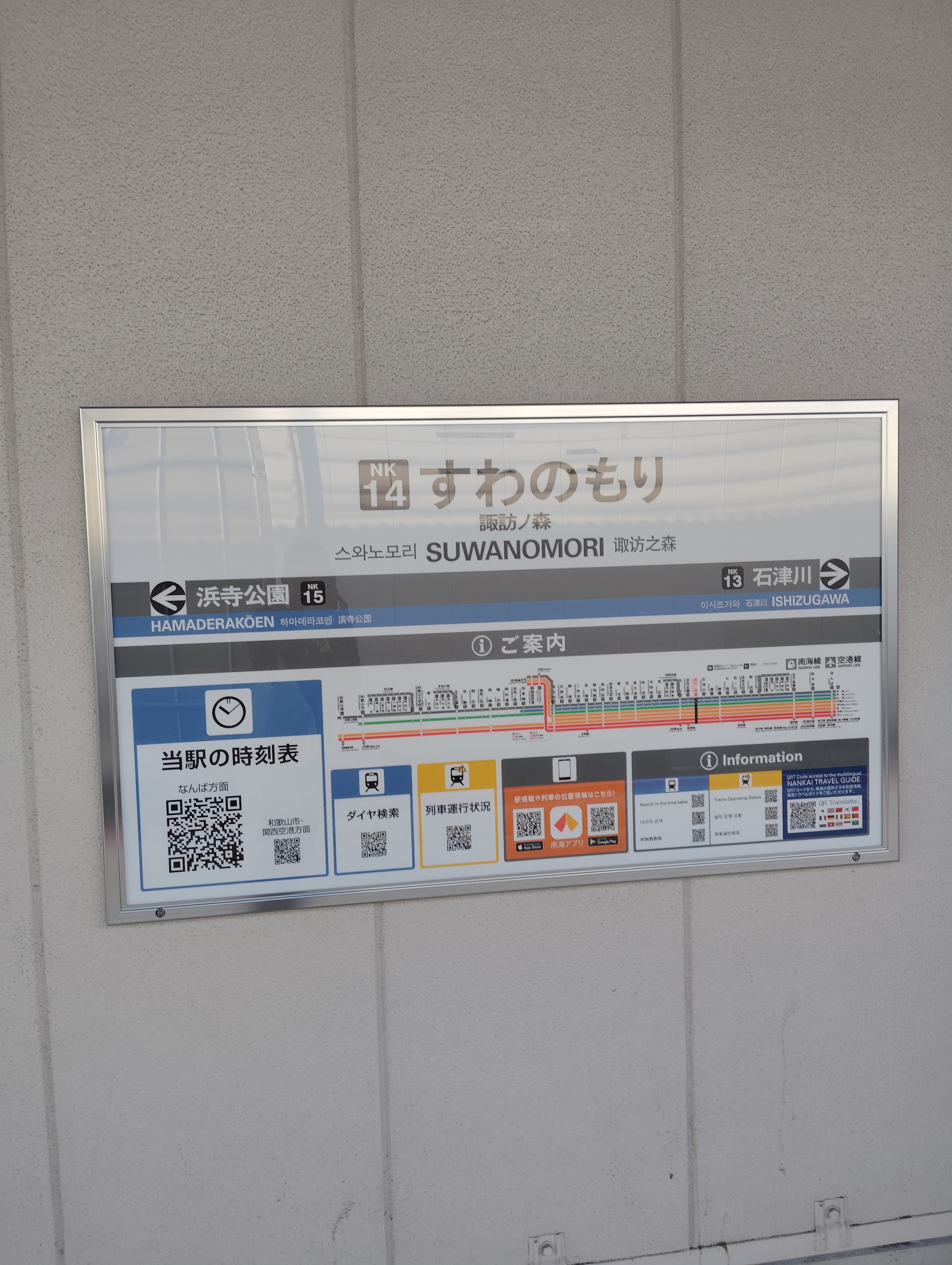
駅名標（2024年11月）
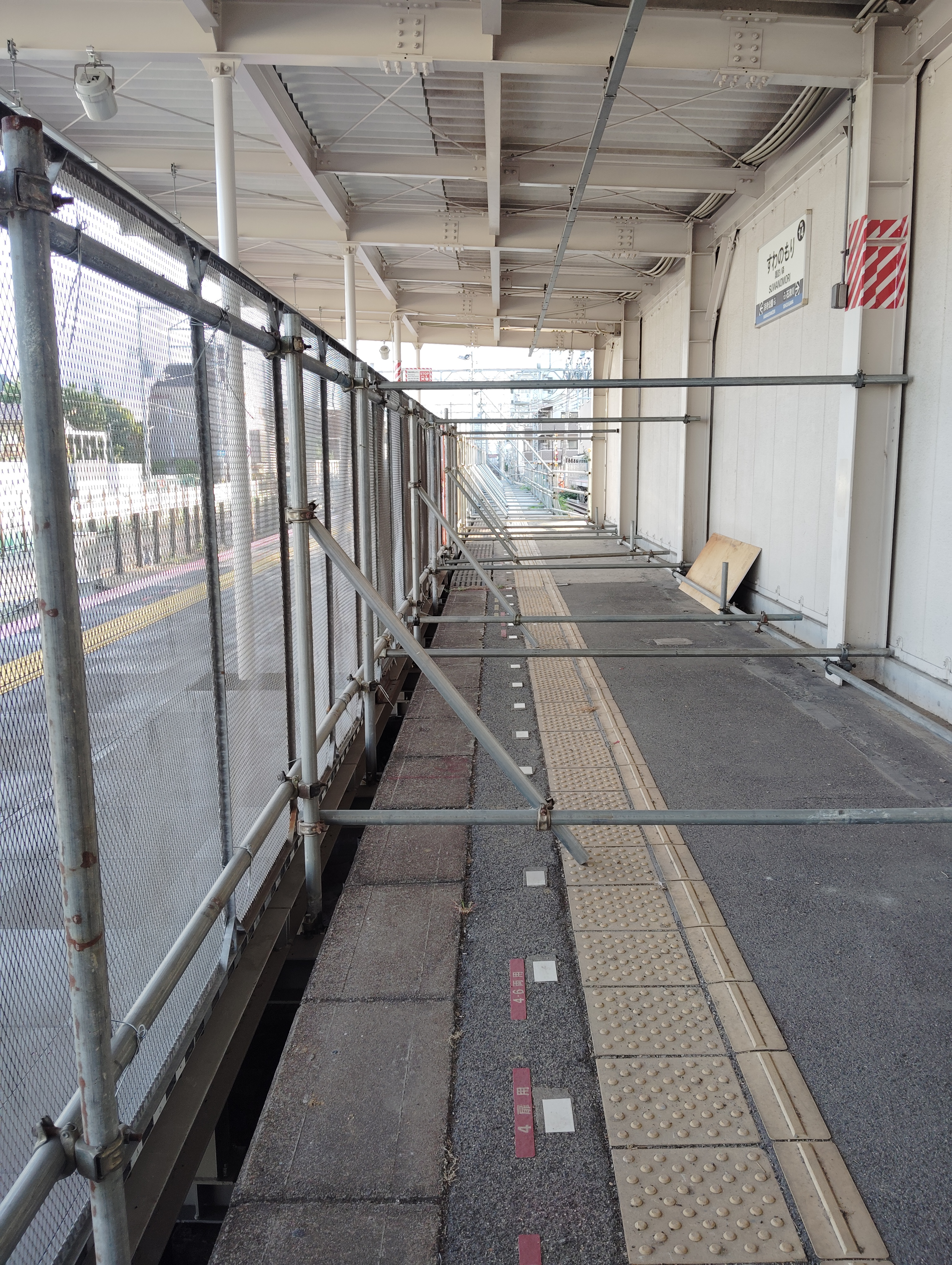
閉鎖された難波方面 旧2番のりば（2024年11月）
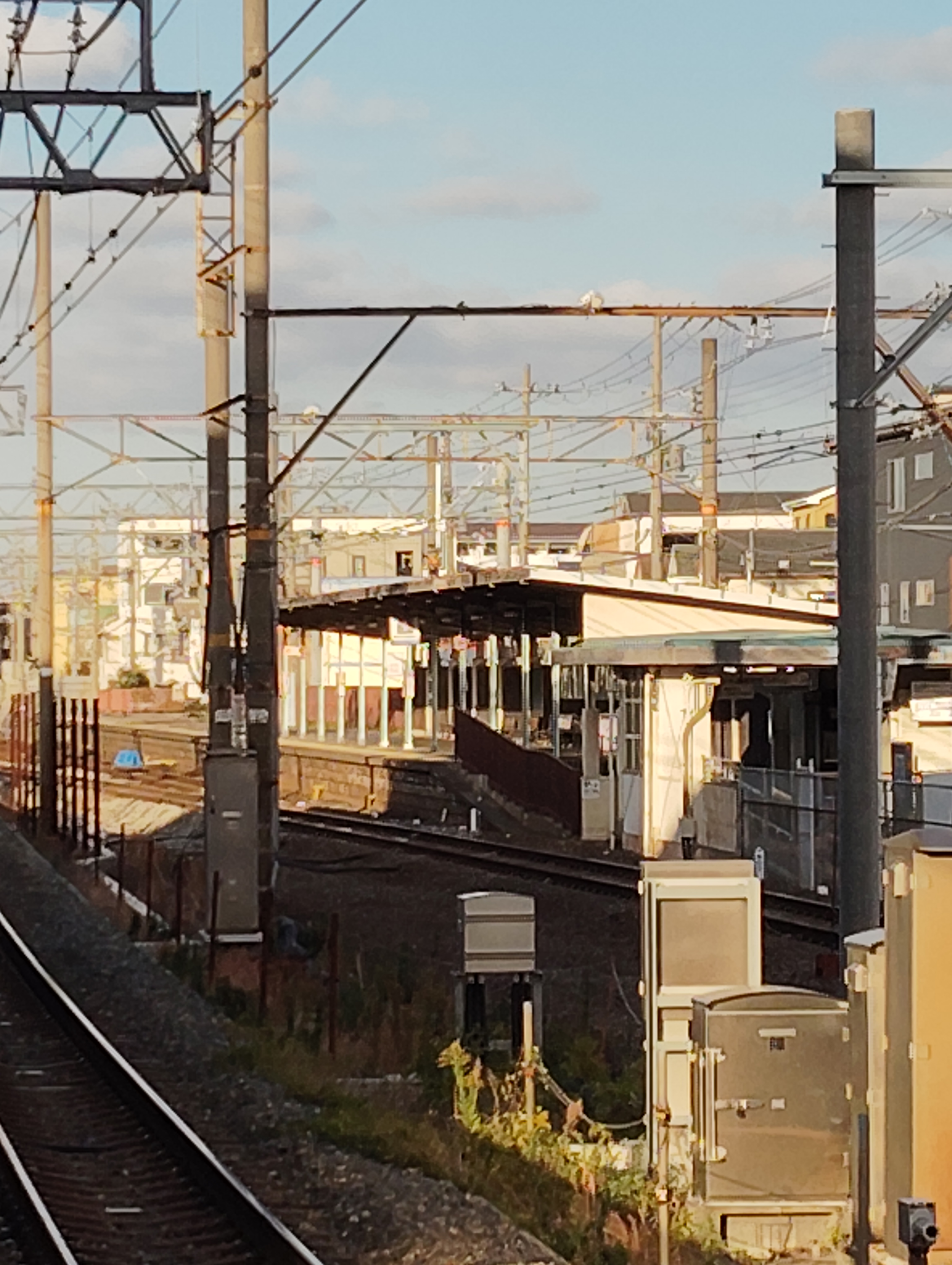
難波方面 仮2番のりばから、和歌山市方面 旧1番のりばを望む（2024年11月）
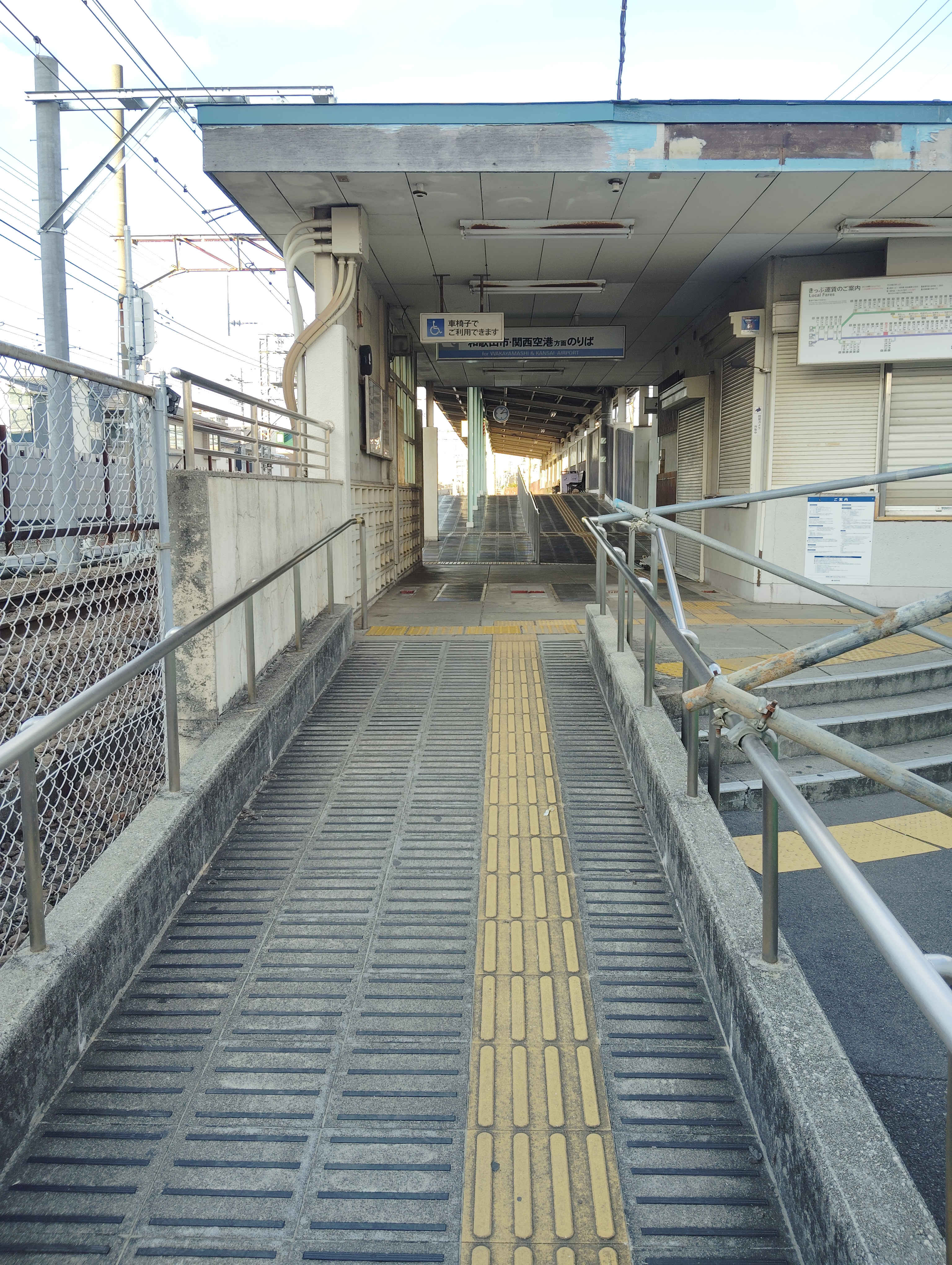
閉鎖された和歌山市方面 旧1番のりば（2024年11月）

## 利用状況
2019年（令和元年）次の1日平均乗降人員は7,749人（乗車人員：3,842人、降車人員：3,907人）である。
各年度の1日平均乗降・乗車人員数は下表の通り。
| 年次   | 1日平均 乗降人員 | 1日平均 乗車人員 | 順位 | 出典   |
| ------ | ---------------- | ---------------- | ---- | ------ |
| 2000年 | 9,515            | 4,659            | -    | [ 10 ] |
| 2001年 | 9,227            | 4,511            | -    | [ 11 ] |
| 2002年 | 9,274            | 4,514            | -    | [ 12 ] |
| 2003年 | 9,004            | 4,371            | -    | [ 13 ] |
| 2004年 | 8,849            | 4,298            | 32位 | [ 14 ] |
| 2005年 | 8,777            | 4,271            | -    | [ 15 ] |
| 2006年 | 8,757            | 4,235            | -    | [ 16 ] |
| 2007年 | 8,664            | 4,192            | -    | [ 17 ] |
| 2008年 | 8,318            | 4,005            | -    | [ 18 ] |
| 2009年 | 8,152            | 3,959            | -    | [ 19 ] |
| 2010年 | 8,044            | 3,881            | -    | [ 20 ] |
| 2011年 | 7,906            | 3,814            | 35位 | [ 21 ] |
| 2012年 | 7,856            | 3,788            |      | [ 22 ] |
| 2013年 | 8,013            | 3,852            | 37位 | [ 23 ] |
| 2014年 | 7,728            | 3,734            | 37位 | [ 24 ] |
| 2015年 | 7,811            | 3,784            | 40位 | [ 25 ] |
| 2016年 | 7,886            | 3,840            | 40位 | [ 26 ] |
| 2017年 | 8,029            | 3,927            | 39位 | [ 27 ] |
| 2018年 | 7,811            | 3,836            | 41位 | [ 28 ] |
| 2019年 | 7,749            | 3,842            | 40位 | [ 29 ] |

## 駅周辺
浜寺エリアに位置し、スーパーや金融機関が進出している。これはかつて付近に堺市役所浜寺出張所があった（1996年に堺市役所西支所 → のちの西区役所 が鳳に開設され統合という形で廃止）ことにもよる。東側には諏訪ノ森本通商店街がある。
- 諏訪神社 - 駅名の由来となった神社。旧大鳥郡船尾村の村社でもある。
- 諏訪ノ森郵便局
- 堺市立浜寺小学校
- 堺市立浜寺東小学校
- 泉州看護専門学校
- 堺聖テモテ教会
- 阪堺電気軌道阪堺線 船尾停留場 東方250 m。

備考
- かつてジャスコ諏訪ノ森店が存在したが、閉店・解体され、2009年6月にイオン諏訪ノ森ショッピングセンター（現イオンタウン諏訪の森）がオープンした。メインテナントは同じイオングループの食品スーパー「KOHYO」である。
- 付近に諏訪ノ森駅前バス停留所がある。石津川駅 - 浜寺公園駅間は鉄道と併走し、浜寺元町・鳳駅前・西区役所前を経由して堺市立総合医療センター前に至る（鳳駅前 - 西区役所前間を往復）。鳳駅前で高野線北野田駅までのバスと乗り継ぎが可能。

## 高架化の問題
前述の通り、隣の浜寺公園駅の駅舎とともに、駅舎が国の登録文化財建築物に登録されているが、堺市・大阪府が予定している石津川駅ｰ北助松駅間の連続立体交差事業による鉄道の高架化で駅舎が撤去・解体される可能性があった。この問題は長年議論されたが、2006年（平成18年）11月7日に事業認可が降り、高架化が決定した。当初は2018年（平成30年）3月末の完成予定としていたが、仮線用地の確保に手間取っており、2028年（令和10年）3月の完成予定へと変更されている。なお浜寺公園駅舎と同様に諏訪ノ森駅舎に関しても2008年（平成20年）2月7日に開催された「浜寺公園駅及び諏訪ノ森駅舎保存活用にかかわる懇話会」で議論され、最終会合で高架に伴って造られる新駅正面の脇に移築されることが決まり、2020年（令和2年）2月に曳家により25 m西に移設された。同年9月からはカフェ、ギャラリー、文化教室などの交流スペースとして活用される。高架工事完了後、駅前広場の一角に再度移され、市民の憩いの場として活用される予定。

## ギャラリー
ここでは高架化工事に関する画像を取り上げる。

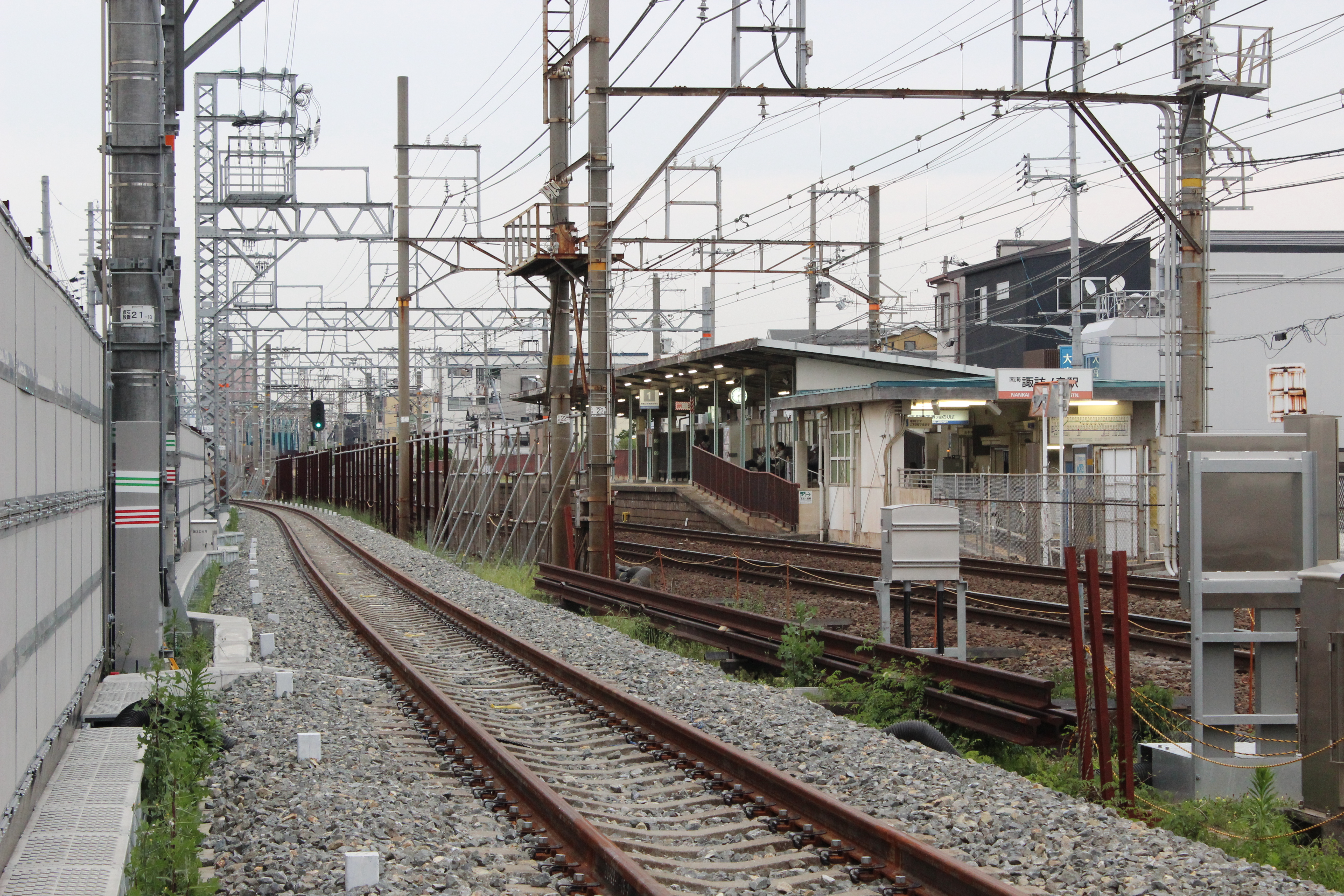
工事中の上り仮線（2022年5月）
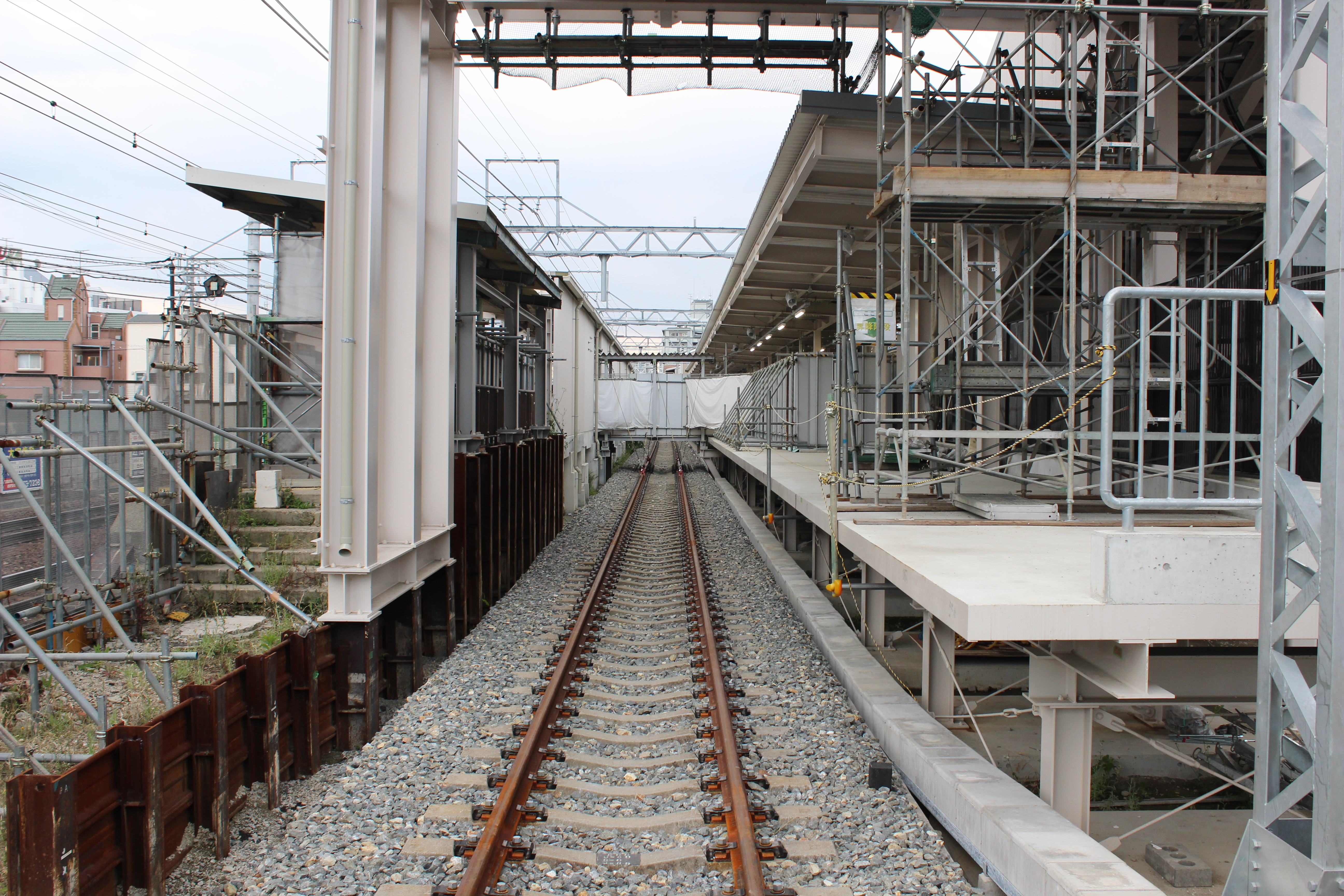
北側から見た工事中の仮2番のりば（2022年5月）
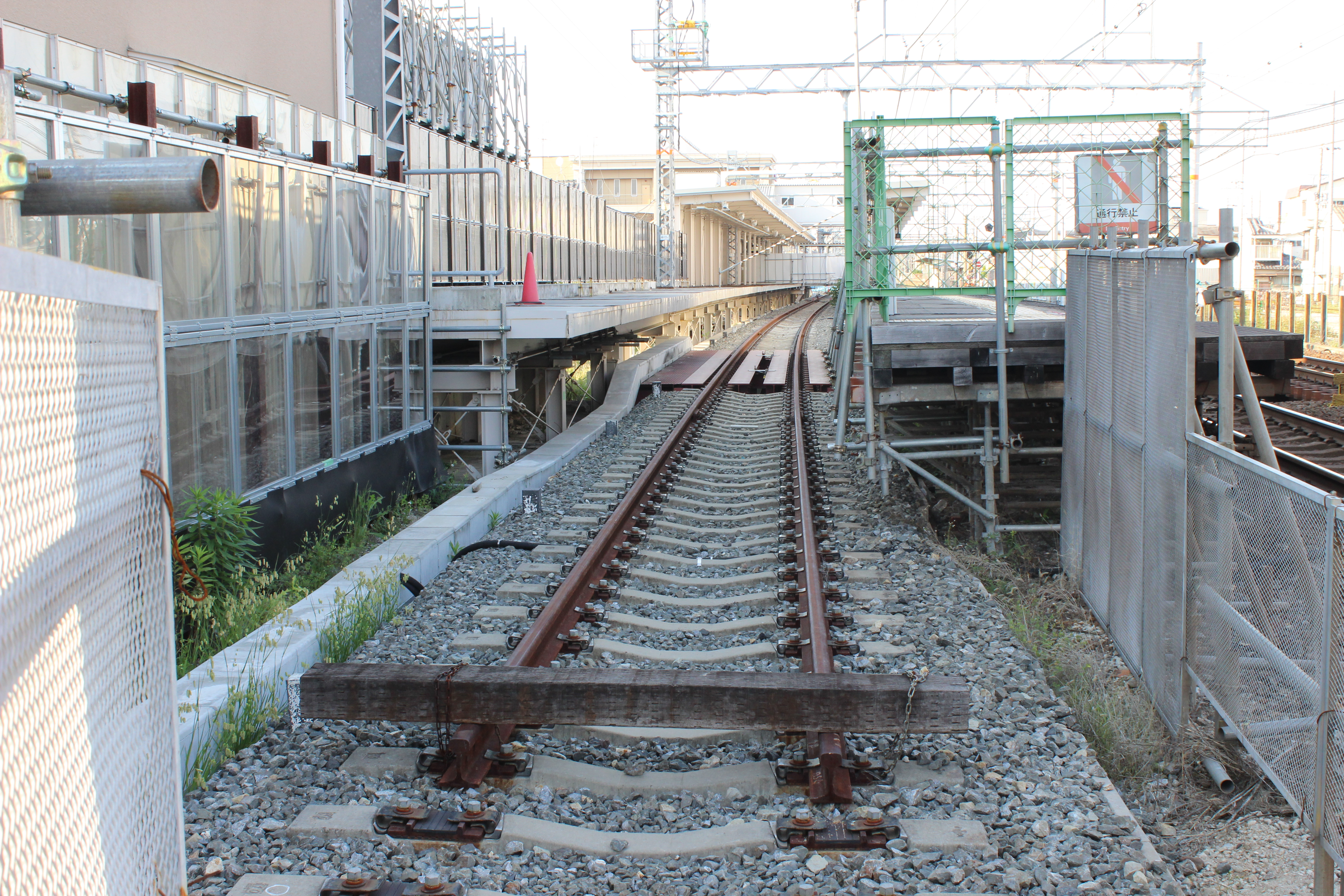
南側から見た工事中の仮2番のりば（2022年5月）

## 隣の駅
南海電気鉄道
 南海本線
■特急サザン・■急行・■空港急行・■区間急行
通過
■準急（難波行きのみ運転）・■普通
石津川駅 (NK13) - 諏訪ノ森駅 (NK14) - 浜寺公園駅 (NK15)
- 括弧内は駅番号を示す。